# Lipotactomimus rowelli
Lipotactomimus rowelli är en insektsart som beskrevs av Naskrecki 2000. Lipotactomimus rowelli ingår i släktet Lipotactomimus och familjen vårtbitare. Inga underarter finns listade i Catalogue of Life.